# 2004年夏季残疾人奥林匹克运动会摩洛哥代表团
2004年夏季残疾人奥林匹克运动会摩洛哥代表团是摩洛哥派出的2004年夏季残疾人奥林匹克运动会代表团。获得2枚金牌和4枚银牌。